# کوئیزو
کوئیزو (به فرانسوی: Cuiseaux) یک کمون در فرانسه است که در کانتون کوئیزو واقع شده‌است. کوئیزو ۲۱٫۲۶ کیلومتر مربع مساحت و ۱٬۸۰۵ نفر جمعیت دارد و ۲۴۶ متر بالاتر از سطح دریا واقع شده‌است.
کوئیزو زادگاه ادوار وویار نقاش فرانسوی است.